# La Dehesa (Soneixa)
El Paratge de La Dehesa és un Paratge Natural Municipal i Microreserva de flora del municipi de Soneixa (Alt Palància). Declarat per Acord de la Generalitat Valenciana el 5 de novembre de 2002. El Paratge compta amb un Centre d'Interpretació situat a l'antiga Casa de Peones Camineros de principis del segle xx, l'eixida de la població.

## Orografia i geologia

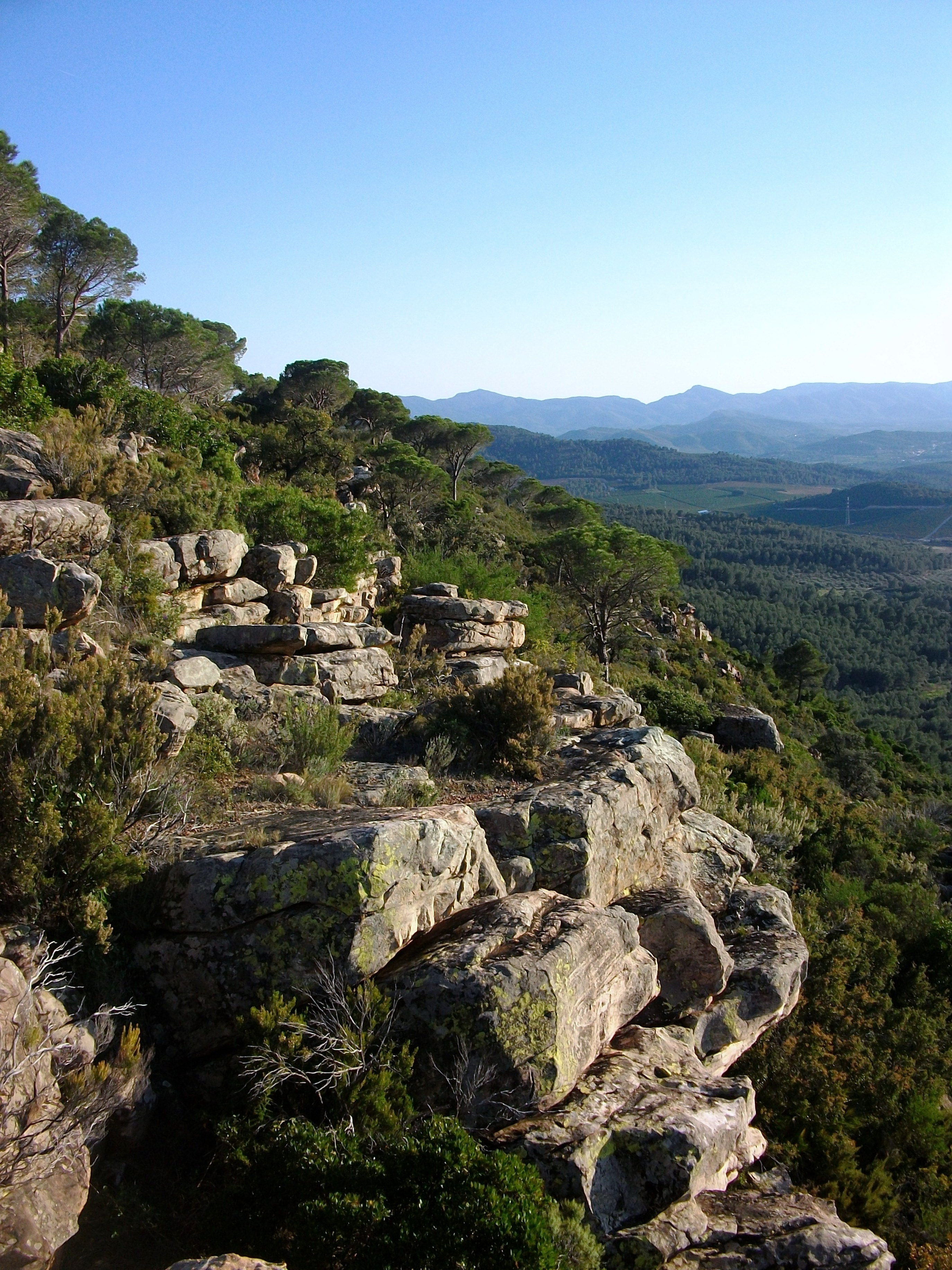
Penya la Cagà

El parc està situat en un altiplà a uns 440 metres d'altitud. Hi ha dues llacunes, una de les quals ha estat dessecada, situades sobre gres del període Triàsic. Davall, hi ha mànigues argilenques que en impermeabilitzar el sòl han possibilitat l'acumulació d'aigua. Es tracta de l'única llacuna de muntanya de tot el País Valencià. Se situen a la rodalia del riu Palància.

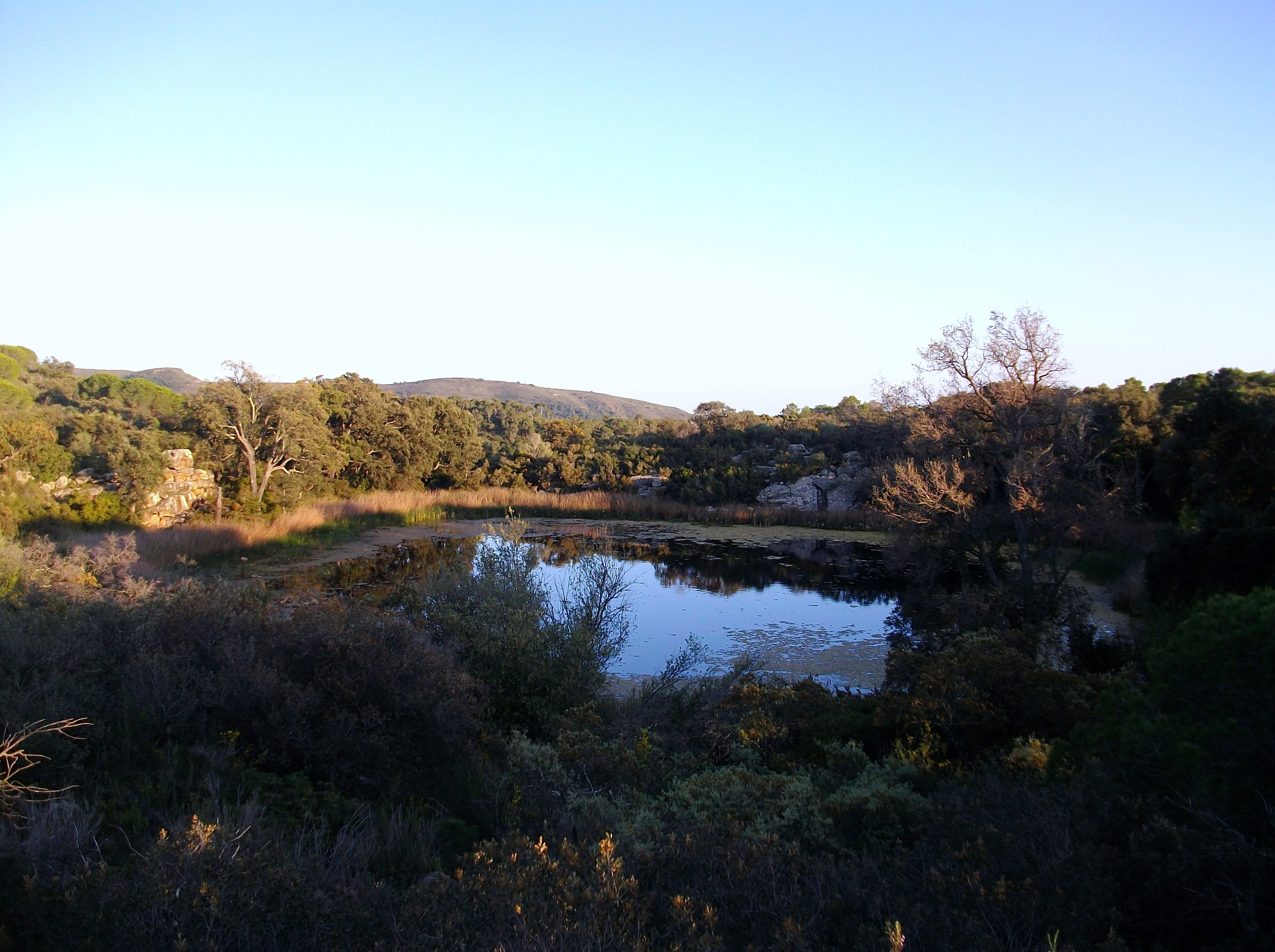
Llacuna de la Dehesa de Soneja

## Presència humana
Dins de la zona protegida trobem sis jaciments arqueològics del Paleolític, epipaleolític, l'edat del bronze i del període ibèric. De períodes posteriors, destaca la pedrera de moles de molí o ruejos, situada a l'Arenal, en què s'extreien estes grans pedres per al seu ús en els molins de la zona. Estigué en ús fins als anys trenta del segle xx i encara s'observen diferents moles abandonades en diferents fases de la seua elaboració, cosa que permet reconstruir el seu procés de fabricació.
Els cultius tradicionals de secà (l'ametler, garrofers i oliveres) propis de la comarca formen part del patrimoni cultural i s'integren dins de l'ecosistema de la reserva.

## Flora
A causa de la presència de nombroses espècies botàniques rares, endèmiques o en perill d'extinció, part del paratge es va declarar microreserva de flora, que inclou les espècies Crassula campestris, Chaetonychia cymosa, Lavandula pedunculata, Quercus suber i Teucrium angustissimum.
A la contornada de La Balsa i, depenent del caràcter silici o calcari del substrat, trobem distintes formacions: suredes, pinedes (de Pi blanc, roig i pinyoner), arborcers, estepars-bruguerars, juntament amb matoll i plantes aromàtiques típiques del bosc mediterrani.